# Ordenamiento ambiental
El Ordenamiento Ambiental es el instrumento esencial para la integración de las variables de la dimensión ambiental en las acciones para el desarrollo, buscando armonizar la oferta ambiental con la demanda del desarrollo sostenible, a través de un apropiado ordenamiento de la ocupación del territorio basado en la identificación y asignación de áreas de especialización y complementariedad productiva.
El ordenamiento ambiental debe entenderse como el ordenamiento del territorio que introduce la dimensión ambiental en su conceptualización, diferenciándose de la conceptualización economicista que considera la ordenación territorial en términos económicos, sin tener en cuenta el costo social y el impacto ambiental que ello signifique, ignorando la realidad social y el sentido de utilización de la naturaleza dentro de los criterios de uso sostenible.
Diferenciándose, también, de la conceptualización proteccionista, que plantea como finalidad exclusiva, la protección del ambiente, olvidando el contexto social y el valor económico de los recursos naturales, así como, la necesidad de su aprovechamiento para conseguir el bienestar común.
El ordenamiento ambiental del territorio debe entenderse como un proceso planificado de la naturaleza política, técnica y administrativa que plantea el análisis de un sistema socio espacial concreto (sistema ambiental), conducente a organizar y administrar el uso y ocupación de ese espacio, en conformidad con las condiciones naturales y de los recursos naturales, la dinámica social, la estructura productiva, los asentamientos humanos y la infraestructura de servicios, para prever los efectos que provocan las actividades socioeconómicas en esa realidad espacial y establecer las acciones a ser instrumentadas con miras a que se cumplan los objetivos de bienestar social, manejo adecuado de las reservas naturales y calidad de vida, es decir, con miras al desarrollo sostenible.
El ordenamiento ambiental para su operatividad e instrumentación requiere de instrumentos indisolublemente relacionados, tales como, las disposiciones legales, la organización institucional y los planes de ordenamiento y desarrollo. 
Para ello, la zonificación ecológica-económica constituye un soporte indispensable para la elaboración de los planes de ordenamiento; pues, provee la localización geográfica y cuantificación de áreas con características físicas, biológicas y socioeconómicas propias, distinguibles entre ellas, por su potencial de recursos naturales y su capacidad de soporte de los impactos ambientales; proporcionando la información necesaria para resolver los problemas complejos relacionados con la generación de bienes y servicios, conservación de los procesos ecológicos y el mejoramiento de la calidad de vida de la población.
- Datos: Q6052203